# Абашский эксперимент
Абашский эксперимент (груз. აბაშის ექსპერიმენტი) — успешная попытка децентрализации планирования и материального стимулирования в сельском хозяйстве СССР, предпринятая в 1970-х годах в Абашском районе Грузинской ССР по инициативе Эдуарда Шеварднадзе, возглавлявшего на тот момент ЦК КП Грузии. Оперативное управление экспериментом осуществлял Гурам Мгеладзе. Идея эксперимента была выдвинута Юрием Андроповым, ознакомившимся с подобными практиками в социалистической Венгрии, где применялись концепции «мягких ограничений» экономиста Яноша Корнаи. Эксперимент в Абаше привёл к значительному росту производительности труда в сельском хозяйстве района, продукция сельскохозяйственных культур и животноводства увеличилась в несколько раз и одновременно увеличилось материальное вознаграждение колхозников. По итогам эксперимента Шеварднадзе и Мгеладзе были удостоены звания Героя Социалистического Труда.

## Предыстория
Эффективность колхозного производства по сравнению с личным подсобным хозяйством в Советском Союзе заметно различалась. По некоторым видам сельскохозяйственных культур урожайность на колхозном и личном участках отличалась в несколько раз при сопоставимом качестве земли. По некоторым оценкам личные подсобные хозяйства в СССР производили до 40 % сельскохозяйственной продукции, занимая не более 3 % сельскохозяйственных земель.
Один из влиятельных руководителей Советского Союза, председатель КГБ и член Политбюро ЦК КПСС Юрий Андропов был знаком с практикой материального стимулирования сельского хозяйства социалистической Венгрии, где результаты были лучше советских. В 1973 году Андропов поручил своему протеже Эдуарду Шеварднадзе, недавно вступившему на должность первого секретаря ЦК Компартии Грузии, провести в ограниченном масштабе проверку венгерских практик стимулирования сельского хозяйства.

## Ход эксперимента
В качестве объекта был выбран Абашский район Грузии, депрессивный, хронически показывавший низкие результаты сельскохозяйственного производства. Секретарем райкома КПСС в конце мая 1973 года был избран Гурам Мгеладзе и он сразу выступил с инициативой по изменению системы поощрения работников хозяйств района, предложив выдавать колхозникам в качестве поощрения заметную долю от произведённой сельскохозяйственной продукции. ЦК компартии Грузии в лице Шеварднадзе одобрил эту инициативу и схема оплаты была изменена. Как вспоминал потом сам Шеварднадзе, все организационные изменения были названы «эксперимент» чтобы защитить эту деятельность от обвинений в подрыве устоев социализма, представить её как научный опыт на ограниченном участке.
Вначале крестьяне отнеслись к новой системе поощрения с недоверием, так как поощрение было с их точки зрения чрезмерно щедрым: например, кукурузовод получал 10 % от планового объёма урожая и 70 % от продукции сверх плана. Вознаграждение выплачивалось в виде натуральной оплаты произведённым зерном. Аналогичные схемы были предложены колхозникам и по другим видам сельскохозяйственных продуктов и тоже вызвали недоверие. Однако за два года руководство района сумело убедить селян в добросовестности своих предложений и результаты хозяйств резко выросли. Так, например, урожайность кукурузы в первый же 1973 год проведения эксперимента выросла с обычных для района 10-12 до 27 центнеров с гектара. В дальнейшем урожайность кукурузы продолжила расти и в 1974 году составила 29,7, в 1975 — 33,5, в 1976 — 39 в 1977 — 42, в 1978 — 44, в 1979 — 49, а в 1980 — 50 центнеров с гектара.
Сходные результаты были получены и для других сельскохозяйственных культур. Продажа мяса государству выросла с 441 тонны в 1972 году до 1200 тонн в 1980 году. Особенно впечатляющими оказались результаты для овощных культур: их урожай к 1980 году вырос в 15 раз по сравнению с 1972 годом. Подъём производства привёл и к росту денежного вознаграждения колхозников, их годовые премии могли достигать 3-4 тысяч рублей, в то время как до эксперимента весь годовой денежный заработок работника составлял 300—500 рублей.
В 1979 году эксперимент был расширен на животноводство, через заключение договоров с личными семейными хозяйствами на откорм скота и производство молока. Это позволило повысить эффективность использования кормов и увеличить поголовье откармливаемого скота и производство молока, рост также составил десятки и сотни процентов.
Оказалось целесообразно управлять сельским хозяйством района непосредственно на уровне района, для чего в 1974 году было создано Абашское районное объединение, получившее функции управления всеми сельскохозяйственными предприятиями района. Особенно эффективным оказался начатый в 1976 году перевод в единое подчинение всей сельскохозяйственной техники района, это позволило оперативно решать вопросы обслуживания и ремонта и быстро откликаться на запросы крестьян на использование техники.
С результатами эксперимента приезжали знакомиться руководящие работники со всего СССР, одним из гостей стал секретарь ЦК КПСС по вопросам сельского хозяйства Михаил Горбачёв. Шеварднадзе и Горбачёв осмотрели хозяйство успешного колхозника в Абаше, Горбачёв отметил, что по советским меркам хозяина можно считать зажиточным кулаком и выразил поддержку абашскому эксперименту. 
В 1980 году представители партийного руководства Грузинской ССР, в том числе и Гурам Мгеладзе, побывали в Венгерской народной республике и смогли сравнить свои достижения с венгерской практикой. На основании увиденного опыт абашского эксперимента был рекомендован к внедрению по всей Грузии. В 1981 году Гурам Мгеладзе и его руководитель Эдуард Шеварднадзе были награждены званиями Героя Социалистического Труда за успешное руководство абашским экспериментом.
После смерти Андропова в 1985 году и перехода Эдуарда Шеварднадзе на более высокую должность в Москву внимание властей Грузии к абашскому эксперименту ослабло, а после избрания президентом Грузии Звиада Гамсахурдия и развала СССР организационные схемы эксперимента стали неактуальными.

## В культуре
Ход эксперимента и его результаты подробно освещались республиканской прессой. Писатель Константин Лордкипанидзе посвятил ходу эксперимента очерк «Что случилось в Абаше», изданный отдельной книгой на грузинском в 1977 году. Режиссёр Георгий Левашов-Туманишвили снял в 1982 году на грузинском языке документальный фильм «Эксперимент», подробно рассказывавший о результатах нового подхода.
Руководитель эксперимента Гурам Мгеладзе возглавил авторский коллектив, написавший в 1982 году отчёт «Абашский опыт управления: результаты, перспективы», содержавший подробную фактуру количественных достижений хозяйств района. В 1985 году Мгеладзе издал книгу «Раздумья в пути. Записки секретаря райкома», раскрывавшую организационные детали абашского эксперимента.